# Бєлушья Губа
Бєлушья Губа (рос. Белу́шья Губа́), також Бєлушье (Белушье) — селище міського типу в Архангельській області Росії, адміністративний центр Новоземельського району Архангельської області Росії. Розташований на півострові Гусина Земля острова Південний, що на архіпелазі Нова Земля. Його населення становило 1,972 (Перепис 2010), зниження населення більш ніж на 20 % з 2,622 (Перепис 2002). Це найбільше поселення на острові.
Це головне постійне поселення острівної території Нової Землі. Велика частина його населення складається з військовослужбовців, пов'язаних з ядерними полігонами, розташованими на острові.
Увесь архіпелаг Нова Земля, включно з Бєлушою Губою, є зоною обмеженого доступу (формально як частина прикордонної зони безпеки Росії), і для відвідування архіпелагу потрібен спеціальний дозвіл.
За 9 кілометрів північний схід від Бєлушої Губи є ще одне селище архіпелагу — Рогачево, друге за величиною в архіпелазі разом з авіабазою Рогачево.

## Історія
Архангельський губернатор Александр Ендельгардт під час відвідування Нової Землі в 1894 р. вирішив створити новий табір. У 1896 році експедиція провела обстеження західного узбережжя Нової Землі. Наступного року була заснована Бєлушья Губа.
Під час Другої світової війни селище було в центрі уваги як Німеччини, так і Радянського Союзу. Німецькі підводні човни використовували затоку Бєлушья як місце відпочинку в 1941 році. Німецькі військові планували створити неподалік метеостанцію або інші наземні об'єкти, але посилення радянської військової присутності в цьому районі завадило цьому. 27 липня 1942 року німецька субмарина U-601 обстріляла Малі Кармакули поблизу затоки Бєлушої, пошкодивши гідролітаки, житлові будки та складські будки. U-601 торпедував і потопив радянське торгове судно «Крестянин», що перевозило вугілля, наближаючись до Бєлушої Губи. 19 серпня U-209 намагався увійти в Білушу Губу, але був виявлений і атакований моторним катером і двома радянськими тральщиками. U-209 вийшов з бою, коли радянський корабель берегової охорони і криголам СКР-18 (колишній «Федор Літке») підійшов з Бєлушої Губи. Бєлушья Губа використовувалася як якірна стоянка російських конвоїв між Баренцевим морем і Архангельськом. У Бєлушій Губі в 1944 році була створена радянська військово-морська база.
Розквіт поселення почався в 1954 році, коли Нова Земля стала ядерним полігоном. У 1956 році з островів було переселено все корінне населення Нової Землі, переважно ненці.

## Географія

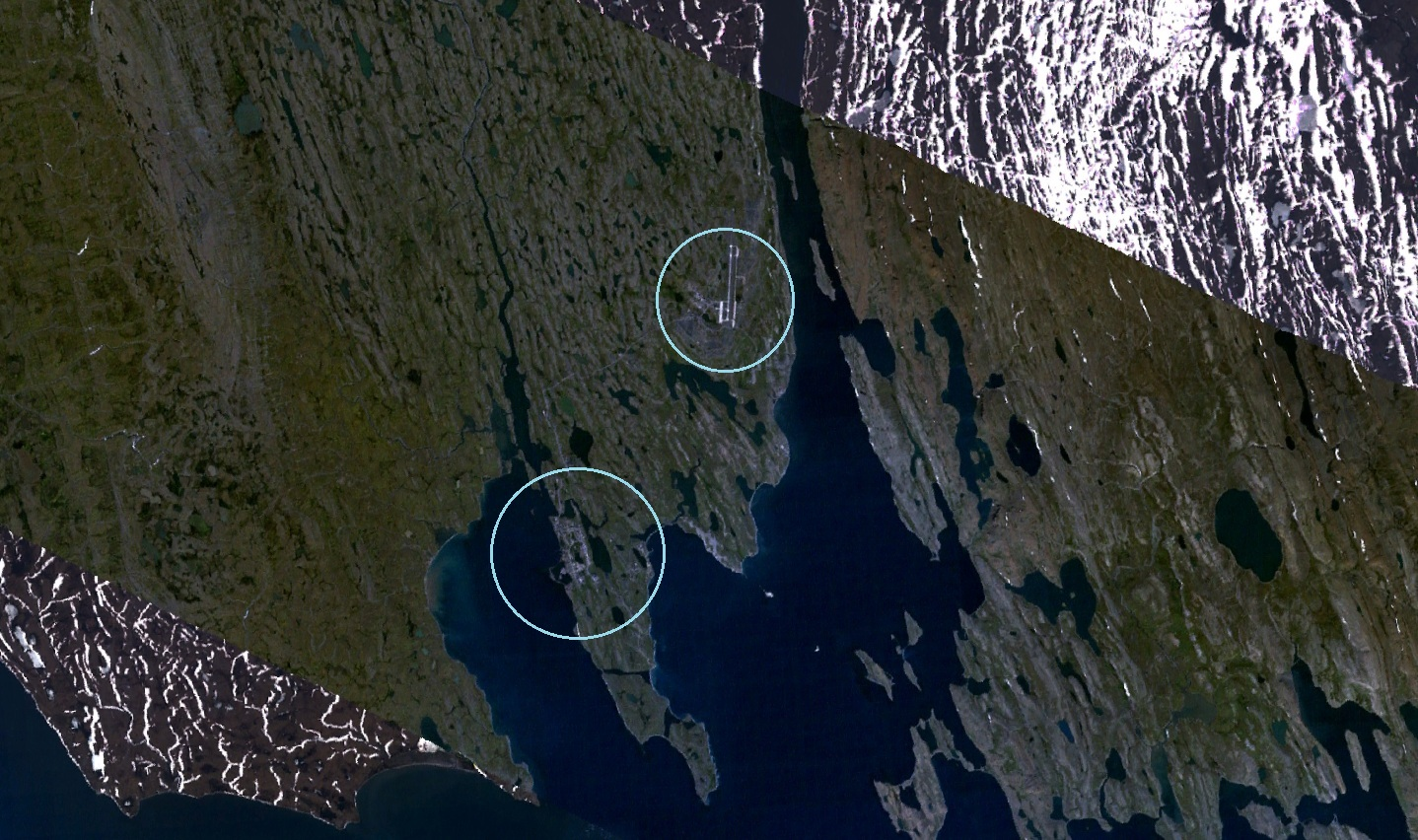
Космічний знімок NASA, у центрі внизу обведена Бєлушья Губа, а у верхній частині — військова база з аеропортом

Белушья Губа розташована в однойменній глибокій бухті, в географічній зоні, що знаходиться під впливом теплих океанських течій. Природні умови дозволяють здійснювати цілорічний плавання всіх типів і класів суден з мінімальними витратами на криголамне забезпечення. Бухта добре захищена від високого прибою та дрейфуючої криги.
Температура коливається від −12 °C (10 °F) до +10 °C (50 °F) в літні місяці. 
На території південного острова Нова Земля в зимовий період щомісяця спостерігається від восьми до десяти циклонів, основний напрямок траєкторій циклонів із заходу та південного заходу на північний схід. " Північне сонце " знаходиться над горизонтом з 10 травня по 3 серпня (86 днів), а період безперервної ночі трохи коротший — 66 днів. Полярна ніч триває з 19 листопада по 23 січня. 

## Економіка
У селищі є школи, багатоквартирні будинки, три готелі, банкомат, телевізійна станція, Військово-морський госпіталь на 200 ліжок, поліклініка, офіцерський центр з базовим матросським клубом, 25-метровий басейн, база відпочинку, православна церква.

## Транспорт
Існують два регулярних рейси щотижня з Архангельська до аеропорту Рогачево, що розташований на відстані 9 кілометрів на північний схід від населеного пункту (у розкладах Рогачово позначено як Амдерма-2, хоча населений пункт Амдерма навіть не розташований на Новій Землі). Регулярної пасажирської навігації немає.